# Siergiej Bieriestowski
Siergiej Michajłowicz Bieriestowski (ros. Сергей Михайлович Берестовский, ur. 1 stycznia 1986 w Pawłodarze) – kazachski narciarz dowolny. Najlepszy wynik na mistrzostwach świata osiągnął podczas mistrzostw w Inawashiro, gdzie zajął 29. miejsce w skokach akrobatycznych. Jego najlepszym wynikiem olimpijskim jest 17. miejsce w skokach akrobatycznych na igrzyskach olimpijskich w Soczi. Najlepsze wyniki w Pucharze Świata osiągnął w sezonie 2012/2013, kiedy to zajął 172. miejsce w klasyfikacji generalnej, a w klasyfikacjach skokach akrobatycznych był 29.

## Sukcesy

### Igrzyska olimpijskie
| Miejsce | Dzień     | Rok  | Miejscowość | Konkurencja        | Zwycięzca     |
| ------- | --------- | ---- | ----------- | ------------------ | ------------- |
| 17.     | 17 lutego | 2014 | Soczi       | Skoki akrobatyczne | Anton Kusznir |

### Mistrzostwa Świata
| Miejsce | Dzień   | Rok  | Miejscowość | Konkurencja        | Zwycięzca     |
| ------- | ------- | ---- | ----------- | ------------------ | ------------- |
| 29.     | 4 marca | 2009 | Inawashiro  | Skoki akrobatyczne | Ryan St. Onge |
| DNS     | 7 marca | 2013 | Voss        | Skoki akrobatyczne | Qi Guangpu    |

### Puchar Świata

#### Miejsca w klasyfikacji generalnej
- 2011/2012 – 234.
- 2012/2013 – 172.
- 2013/2014 – 227.

#### Miejsca na podium w zawodach
Siergiej Bieriestowski nie zajął miejsca na podium w zawodach do końca sezonu 2013/2014.